# オオチャイロハナムグリ

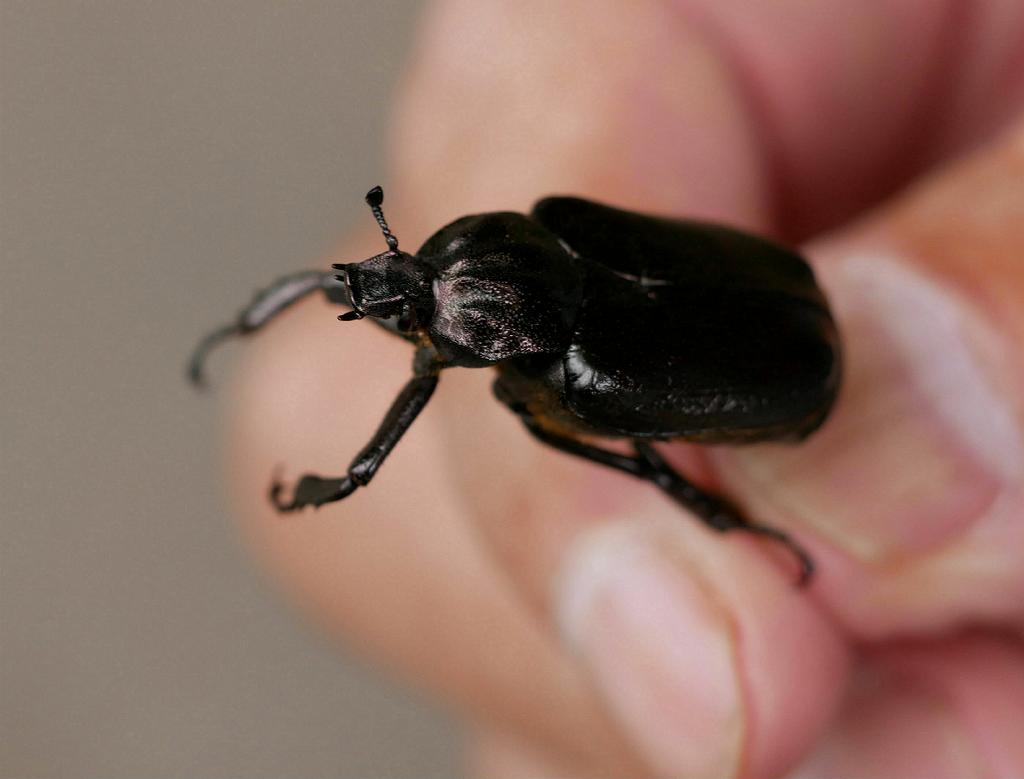
やや側面

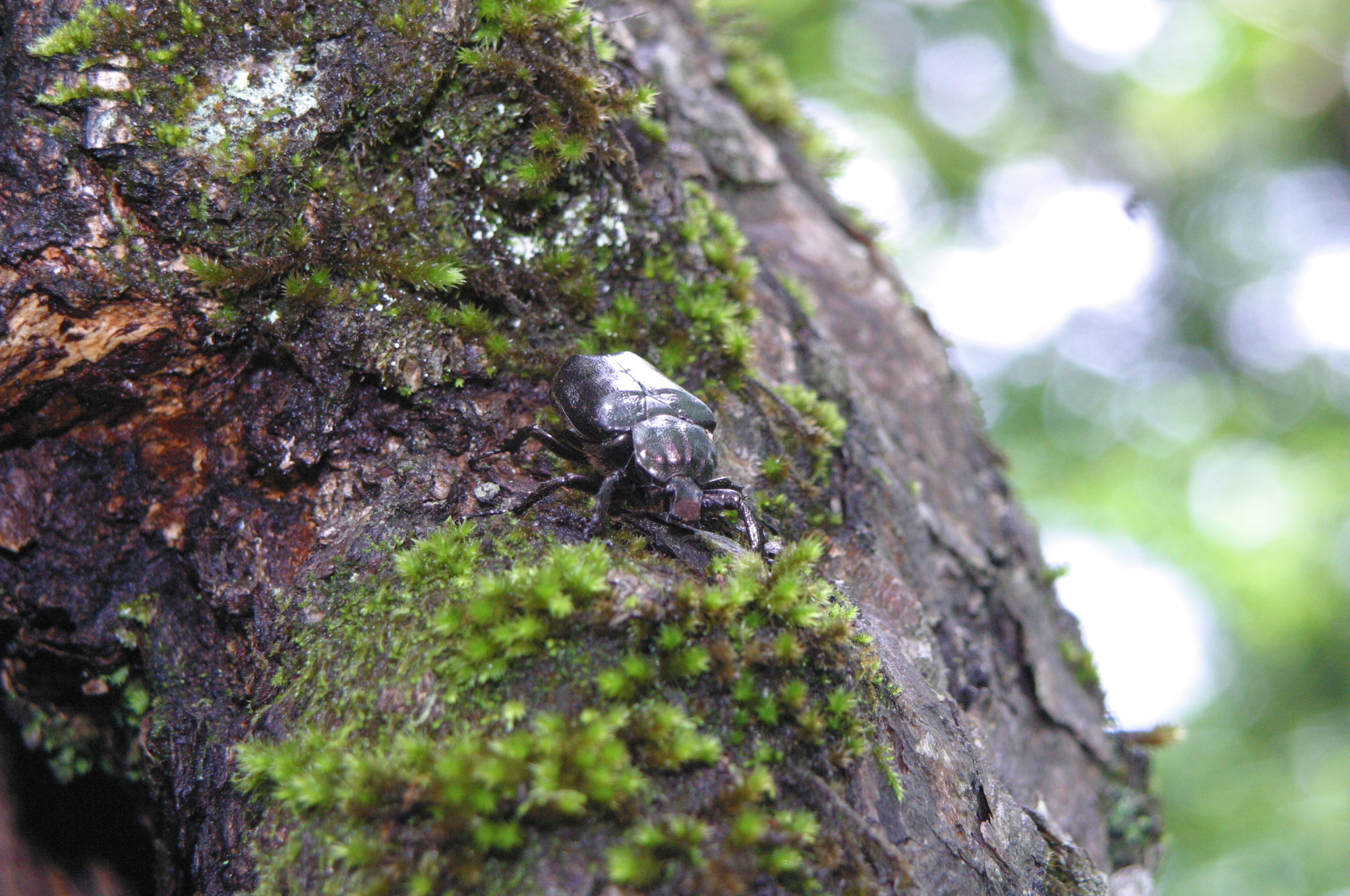
野生状態のオオチャイロハナムグリ♂

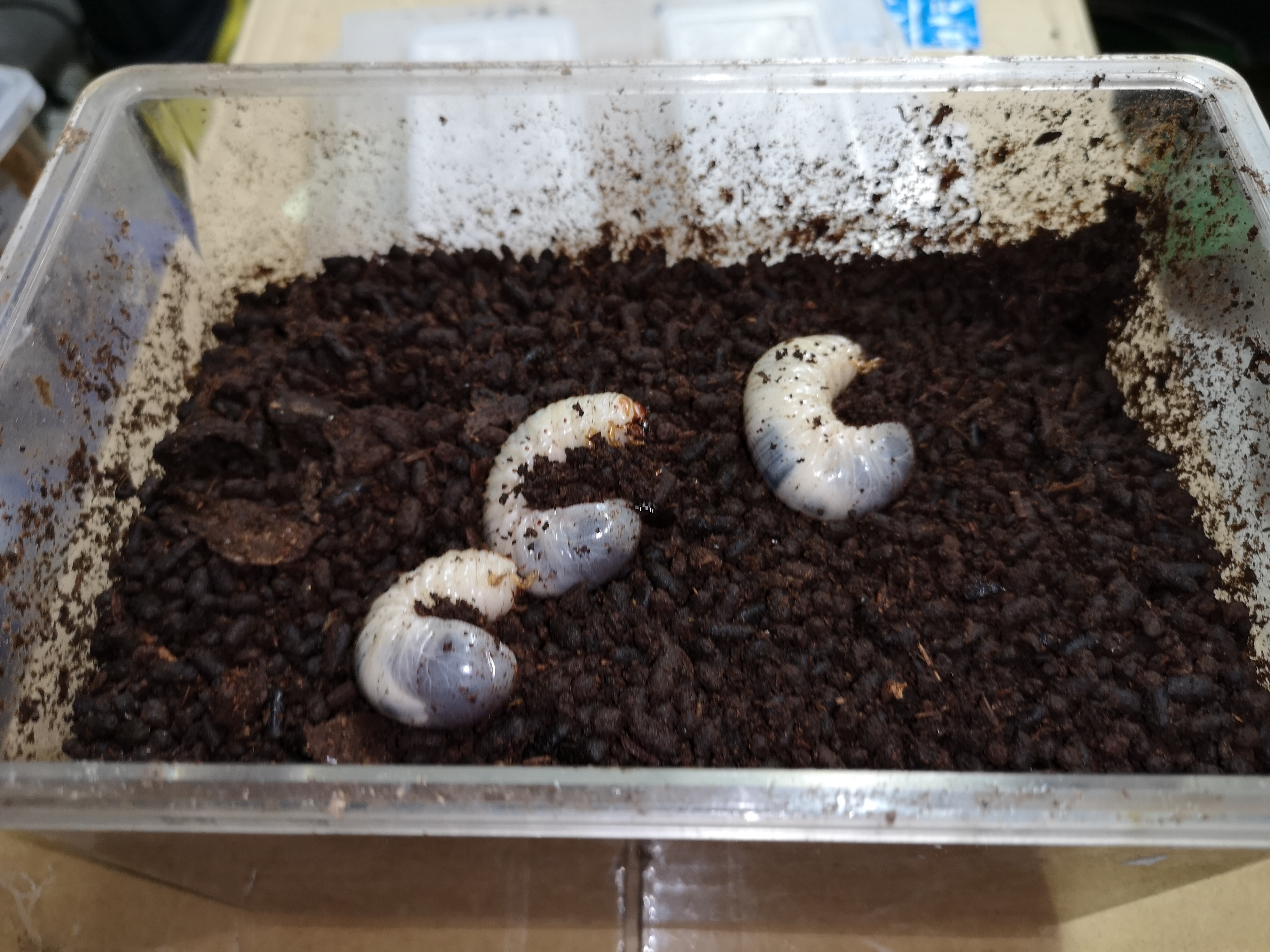
飼育下のオオチャイロハナムグリの終齢幼虫

オオチャイロハナムグリ Osmoderma opicum はコガネムシ科の昆虫の1つ。ハナムグリの中ではやや大柄で、独特の色合いと匂いを持つ。樹洞に住む珍種として知られている。

## 特徴
大柄でずんぐりした体格のコガネムシ。体長は26.3-36.1mm。背面は皮革のようで暗赤褐色から黒褐色で、鈍いつやがある。頭楯には点刻が密生し、触角挿入部の付近は強く隆起している。前胸背板は正中線沿いに縦長の溝があり、その外側がやや隆起するが、隆起の程度は雄では強く、雌では弱い。側面の縁は縁取りがある。前翅は両側側面が緩やかな弧を描き、中央部分がもっとも幅広くなっている。表面には細かな点刻が密生する。

## 生態など
森林内の巨木、老木に生じる樹洞を主な生息圏としている。発生する樹木の種は広葉樹と針葉樹を含んで20種以上が報告されている。しかし主にはブナやシデ類などの広葉樹の古木に住み、幼虫は穴の中の腐植土中で生活する。成虫は7月から9月に出現し、発生元の樹木の周辺に見られることが多い。ただしまれながらミズナラの樹液、イワガラミの花に集まることが知られ、灯火に飛来した例も知られている。成虫は麝香のような香りを放つ。飼育下では普通は2年かかって成虫になる。

## 分布
日本では本州、四国、九州、それに宮島、馬渡島、平戸島から屋久島まで知られる。北海道以外の日本本土においては千葉県、大阪府、山口県を除くすべての都府県から記録がある。国外では韓国に分布する。
一般には山地で見られるが、島嶼では低標高での報告もある。

## 分類
本種の属するオオチャイロハナムグリ属には全北区に約10種が知られるが、日本からは本種のみが知られている。一つ上のオオチャイロハナムグリ族にはもう1属が含まれるが、これも日本には産しない。
本種のタイプ産地は日光で、地理的変異があることも知られている。特に屋久島のものは別亜種とすべきとの声もあるが、現時点では亜種の区分はなされていない。

## 保護の状況
本種は古くから希少種として知られ、また大型で目を引くこともあって注目度が高かった。そのために各地のレッドデータブックにも取り上げられることが多い。環境省のレッドデータブックでは準絶滅危惧に指定されており、都道府県別で見ると指定されていないのが宮城県、滋賀県、三重県、大阪府、和歌山県、山口県、佐賀県、宮崎県のみであり、大半の都府県で何らかの指定がなされている。

## その他
小説家の北杜夫は昆虫採集を趣味にしていたことで知られるが、特にコガネムシ類を主に収集したという。その理由が中学で昆虫採集を始めて間もない頃に本種を採集することが出来たことであったという。更に先輩からも本種を1頭貰い、このような珍種を2頭も持っていることから北はコガネムシに注目したという。この頃の昆虫採集の同好誌などには本種が1頭採集される度に報告が出たとの記述もあり、本種がどれほど当時の昆虫採集家に珍重されたかを感じさせるエピソードとなっている。

## 出典

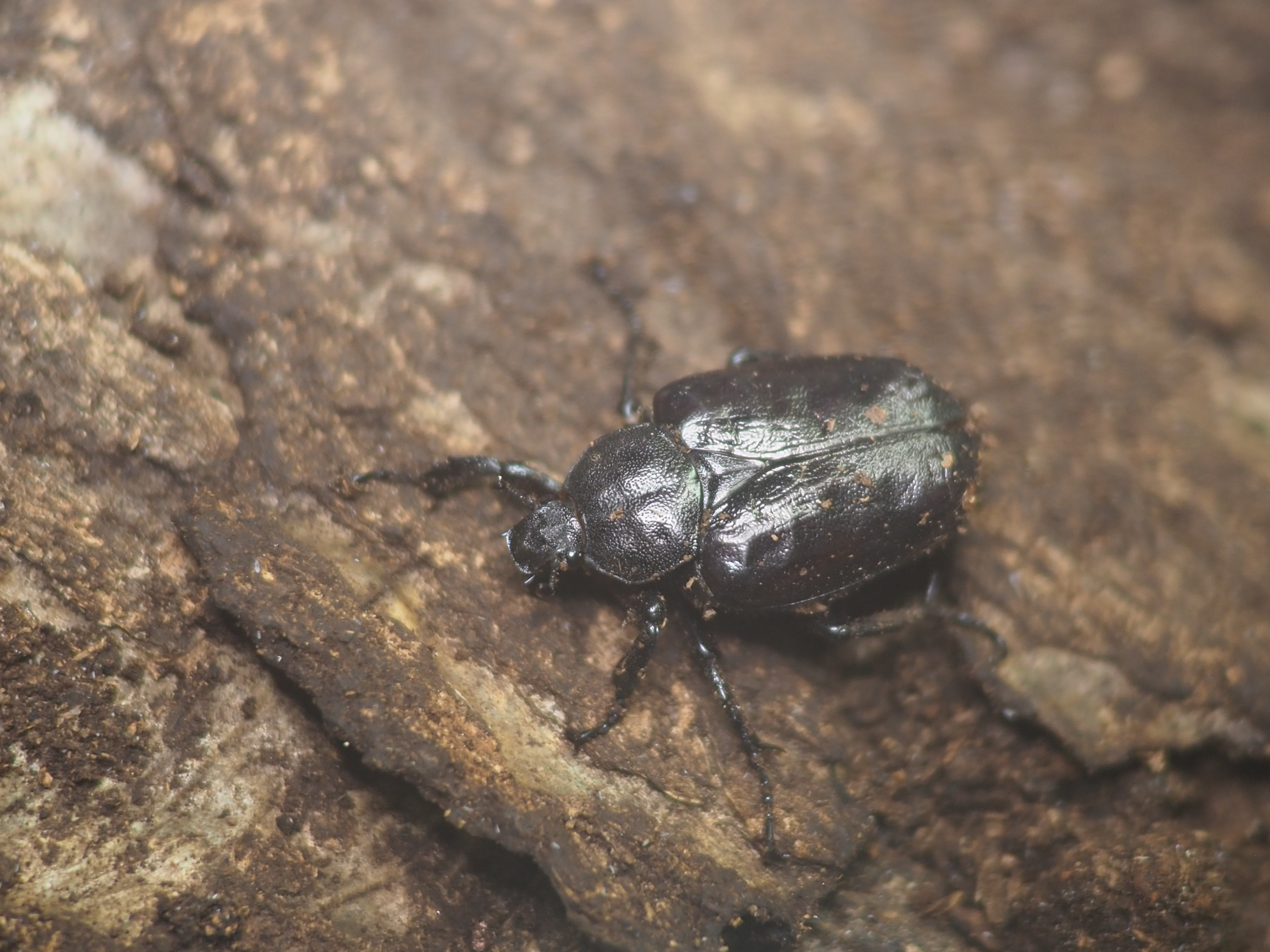
飼育下で羽化したオオチャイロハナムグリの♀